# Jesus curando o servo do centurião

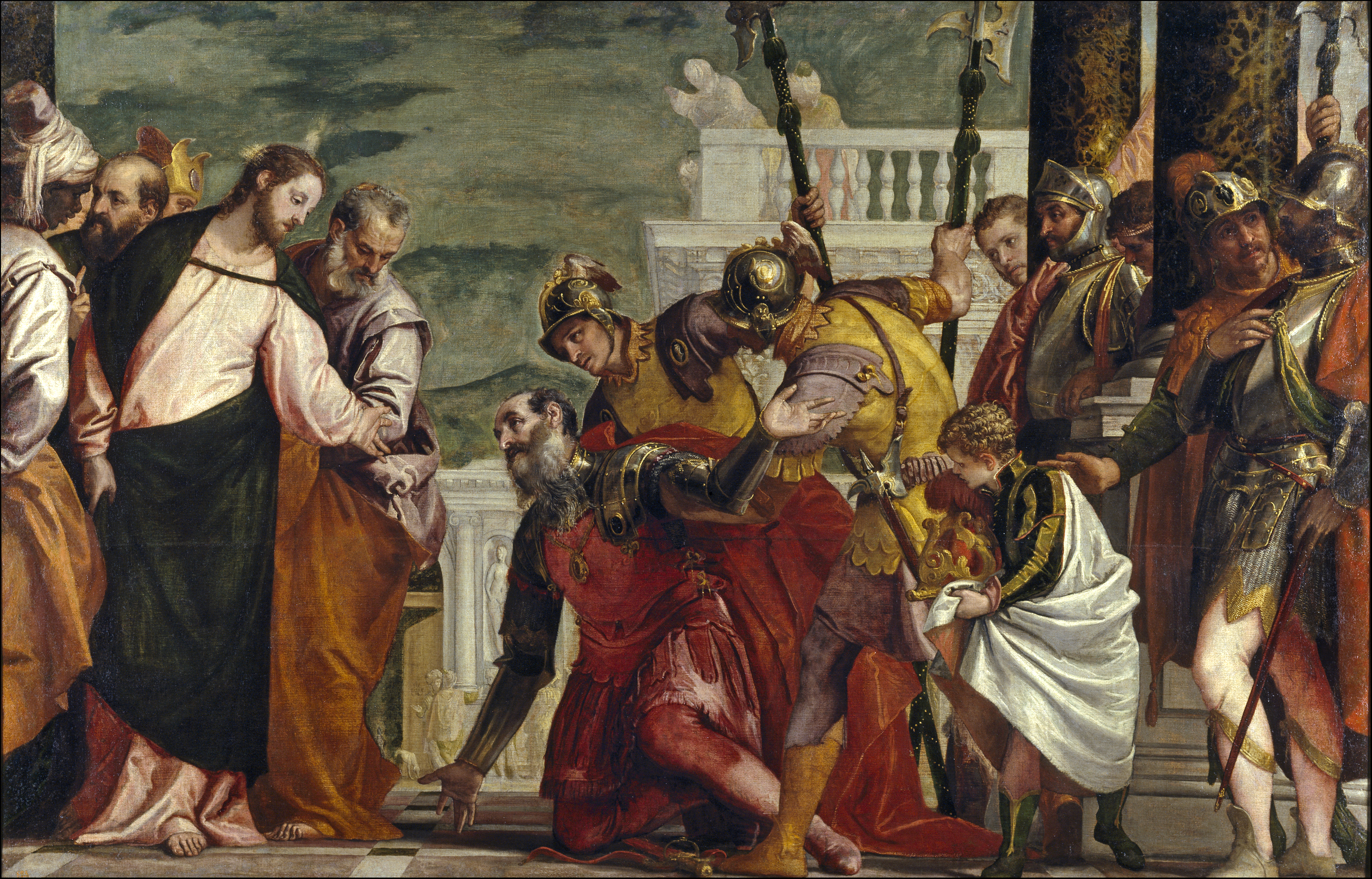
Jesus curando o servo do centurião
Séc. XVI. Por Veronese, atualmente no Museu do Prado, em Madrid.

Jesus curando o servo do centurião é um dos milagres de Jesus, citado em Mateus 8:5–13 e em Lucas 7:1–10.

## Narrativa bíblica
De acordo com os evangelhos, um centurião romano pediu ajuda a Jesus porque um dos seus servos mais jovens estava doente. Jesus se ofereceu para ir à casa do centurião a fim de realizar a cura, mas este sugeriu que o Mestre o fizesse à distância, pois não se considerava digno de tê-lo em sua casa (uma frase que, um pouco alterada, se incorporaria depois ao rito da missa católica: «Senhor, não sou digno de que entres em minha casa; porém dize somente uma palavra, e o meu criado há de sarar [e serei salvo]» (Mateus 8:8)). Ao ouvir isso, Jesus disse:
| “ | «Em verdade vos afirmo que nem mesmo em Israel achei tamanha fé. Digo-vos que muitos virão do oriente e do ocidente, e hão de sentar-se com Abraão, Isaque e Jacó no reino dos céus; mas os filhos do reino serão lançados nas trevas exteriores; ali haverá o choro e o ranger de dentes....Vai-te e como creste, assim te seja feito.» (Mateus 8:10–13) | ” |

E o servo ficou curado na mesma hora.

## Interpretação
O autor John Clowes comentou que Jesus se utilizou de Abraão, Isaque e Jacó para fazer referência ao "grau de benção" na qual as pessoas são admitidas no banquete celestial, com Abraão significando o grau "celestial", Isaque, o grau "espiritual" e Jacó, o grau "natural".
O Evangelho de João tem um relato similar de Jesus curando o filho do oficial real, que aconteceu em Cafarnaum, onde também houve uma cura à distância (João 4:46–54). Alguns, como Fred Craddock em seu comentário sobre Evangelho de Lucas, trata ambos os eventos como sendo o mesmo milagre. Porém, em sua análise de Mateus, R. T. France apresenta argumentos linguísticos contra esta identificação. Merrill C. Tenney em seu comentário sobre João, e Orville Daniel, em sua Harmonia evangélica também consideram os dois milagres como eventos separados.